# 利皮涅
50°54′21″N 27°23′14″E / 50.90583°N 27.38722°E
利皮涅（烏克蘭語：Липине），是烏克蘭北部的村莊，隸屬日托米爾州的茲維亞赫爾區。該村面積0.64平方公里，海拔高度212米，2001年人口110，人口密度每平方公里172.96人。